# Kiryū (Band)
Kiryū (jap. 己龍) ist eine japanische Visual-Kei-Band. Sie entstand im September 2007. Seit 2009 sind sie bei dem Label B.P. Records unter Vertrag.

## Mitglieder
- Mahiro Kurosaki (黒崎 眞弥; * 19. Oktober 19xx in Shibuya, Tokyo) ist Sänger, Komponist und Texter.
- Mitsuki Sakai (酒井 参輝; * 24. Februar 19xx in Hamamatsu, Präfektur Shizuoka) ist Gitarrist.
- Takemasa Kujō (九条 武政; * 3. August 19xx in Kosai, Präfektur Shizuoka) ist Gitarrist und Bandleader.
- Hiyori Isshiki (一色 日和; * 1. November 19xx in Kakegawa, Präfektur Shizuoka) ist Bassist.
- Junji Tokai (遠海 准司; * 11. Januar 19xx in der Präfektur Shizuoka) ist Schlagzeuger.

## Diskografie

### Studioalben
| Jahr | Titel Musiklabel                                 | Höchstplatzierung, Gesamtwochen, AuszeichnungChartsChartplatzierungen (Jahr, Titel, Musiklabel, Platzierungen, Wochen, Auszeichnungen, Anmerkungen) | Anmerkungen                             |
| Jahr | Titel Musiklabel                                 | JP | Anmerkungen                             |
| ---- | ------------------------------------------------ | --- | --------------------------------------- |
| 2008 | Shūgetsu Heika 羞月閉花 2ndプレス Office Gokuryū | — | Erstveröffentlichung: 24. Dezember 2008 |
| 2010 | Meikyō Shisui (明鏡止水) B.P. Records            | JP113 (1 Wo.)JP | Erstveröffentlichung: 27. Januar 2010   |
| 2011 | Mugen Hōyō (夢幻鳳影) B.P. Records               | JP27 (2 Wo.)JP | Erstveröffentlichung: 2. März 2011      |
| 2012 | Shuka Ensen (朱花艶閃) B.P. Records              | JP12 (4 Wo.)JP | Erstveröffentlichung: 25. April 2012    |
| 2014 | Kyoka Suigetsu 暁歌水月 B.P. Records             | JP7 (5 Wo.)JP | Erstveröffentlichung: 30. April 2014    |
| 2016 | Hyakkiyakō 百鬼夜行 B.P. Records                 | JP9 (7 Wo.)JP | Erstveröffentlichung: 29. Juni 2016     |
| 2018 | Tenshō Rinne 転生輪廻 Reincarnation B.P. Records | JP12 (2 Wo.)JP | Erstveröffentlichung: 14. November 2018 |
| 2021 | Manjushage 曼珠沙華 B.P. Records                 | JP17 (3 Wo.)JP | Erstveröffentlichung: 23. Juni 2021     |

### EPs
| Jahr | Titel Musiklabel                       | Höchstplatzierung, Gesamtwochen, AuszeichnungChartsChartplatzierungen (Jahr, Titel, Musiklabel, Platzierungen, Wochen, Auszeichnungen, Anmerkungen) | Anmerkungen                             |
| Jahr | Titel Musiklabel                       | JP | Anmerkungen                             |
| ---- | -------------------------------------- | --- | --------------------------------------- |
| 2008 | Shūgetsu Heika (羞月閉花) B.P. Records | — | Erstveröffentlichung: 26. November 2008 |

### Kompilationen
| Jahr | Titel Musiklabel                            | Höchstplatzierung, Gesamtwochen, AuszeichnungChartsChartplatzierungen (Jahr, Titel, Musiklabel, Platzierungen, Wochen, Auszeichnungen, Anmerkungen) | Anmerkungen                             |
| Jahr | Titel Musiklabel                            | JP | Anmerkungen                             |
| ---- | ------------------------------------------- | --- | --------------------------------------- |
| 2017 | 2007~2017 (二〇〇七～二〇一七) B.P. Records | JP15 (4 Wo.)JP | Erstveröffentlichung: 16. Dezember 2017 |

### Singles
| Jahr | Titel Album                                            | Höchstplatzierung, Gesamtwochen, AuszeichnungChartsChartplatzierungen (Jahr, Titel, Album, Platzierungen, Wochen, Auszeichnungen, Anmerkungen) | Anmerkungen                             |
| Jahr | Titel Album                                            | JP | Anmerkungen                             |
| ---- | ------------------------------------------------------ | --- | --------------------------------------- |
| 2008 | Another Side – Kaijō-ban (アナザーサイド～会場盤～) –  | — | Erstveröffentlichung: 16. Mai 2008      |
| 2008 | Another Side – Ryūtsū-ban (アナザーサイド～流通盤～) – | — | Erstveröffentlichung: 20. Mai 2008      |
| 2008 | Shishoku / Saigo no Koi (紫蝕/最後ノ恋) –              | — | Erstveröffentlichung: 29. Oktober 2008  |
| 2009 | Sakuragarami (桜絡ミ) –                                | — | Erstveröffentlichung: 2. März 2009      |
| 2009 | Akaku Chiru Boku no Ao (朱ク散ル僕ノ蒼) –              | JP160 (1 Wo.)JP | Erstveröffentlichung: 6. Mai 2009       |
| 2009 | Tsuki no Hime (月ノ姫) –                               | JP63 (1 Wo.)JP | Erstveröffentlichung: 21. Oktober 2009  |
| 2010 | Mizunashi Sakura (水無桜) –                            | JP23 (2 Wo.)JP | Erstveröffentlichung: 23. Juni 2010     |
| 2010 | Ruru (屡流) –                                          | JP27 (2 Wo.)JP | Erstveröffentlichung: 27. Oktober 2010  |
| 2011 | Kisai (鬼祭) –                                         | JP15 (2 Wo.)JP | Erstveröffentlichung: 6. Juli 2011      |
| 2011 | Kyōsei (叫声) –                                        | JP16 (3 Wo.)JP | Erstveröffentlichung: 26. Oktober 2011  |
| 2012 | (灯) –                                                 | JP11 (4 Wo.)JP | Erstveröffentlichung: 7. November 2012  |
| 2013 | (悦ト鬱) –                                             | JP9 (6 Wo.)JP | Erstveröffentlichung: 20. Februar 2013  |
| 2013 | (愛怨忌焔) –                                           | JP9 (5 Wo.)JP | Erstveröffentlichung: 29. Mai 2013      |
| 2013 | Akaimi Hajiketa (アカイミハジケタ) –                   | JP11 (6 Wo.)JP | Erstveröffentlichung: 27. November 2013 |
| 2014 | Amateru (天照) –                                       | JP8 (8 Wo.)JP | Erstveröffentlichung: 19. November 2014 |
| 2015 | Jiu-t’ao-hsien (九尾) –                                | JP4 (13 Wo.)JP | Erstveröffentlichung: 1. April 2015     |
| 2016 | Aya (彩) –                                             | JP6 (7 Wo.)JP | Erstveröffentlichung: 2. März 2016      |
| 2016 | Tsukishita Beauty (月下美人) –                         | JP19 (5 Wo.)JP | Erstveröffentlichung: 23. November 2016 |
| 2017 | 私ハ傀儡、猿轡ノ人形 –                                 | JP12 (6 Wo.)JP | Erstveröffentlichung: 5. April 2017     |
| 2017 | 情ノ華/朧月夜 –                                        | JP13 (5 Wo.)JP | Erstveröffentlichung: 25. Oktober 2017  |
| 2018 | 春時雨 –                                               | JP11 (4 Wo.)JP | Erstveröffentlichung: 7. März 2018      |
| 2018 | 無垢 –                                                 | JP9 (4 Wo.)JP | Erstveröffentlichung: 11. Juli 2018     |
| 2019 | 閃光 –                                                 | JP14 (4 Wo.)JP | Erstveröffentlichung: 20. März 2019     |
| 2019 | Teppō no Endō no Kiga Shōshi (手纏ノ端無キガ如シ) –    | JP17 (2 Wo.)JP | Erstveröffentlichung: 10. Juli 2019     |
| 2019 | Hanatori Kaze Moon (花鳥風月) –                        | JP15 (4 Wo.)JP | Erstveröffentlichung: 13. November 2019 |
| 2020 | 私塗レ –                                               | JP17 (3 Wo.)JP | Erstveröffentlichung: 4. März 2020      |
| 2021 | 鵺 –                                                   | JP16 (3 Wo.)JP | Erstveröffentlichung: 17. Februar 2021  |
| 2021 | Snow, Black Crook Nitsuki (雪、黒業ニツキ) –           | JP13 (5 Wo.)JP | Erstveröffentlichung: 1. November 2021  |
| 2022 | 是空是色 –                                             | JP16 (10 Wo.)JP | Erstveröffentlichung: 24. Februar 2022  |
| 2022 | 蠱毒 –                                                 | JP17 (7 Wo.)JP | Erstveröffentlichung: 13. Juli 2022     |